# Bartlett (Texas)
Pour les articles homonymes, voir Bartlett.
Bartlett est une municipalité américaine des comtés de Bell et de Williamson au Texas. Au recensement de 2010, Bartlett comptait 2 684 habitants.